# انتشار الإسلام في إندونيسيا
لا يُعرف بالتحديد بداية دخول الإسلام وانتشاره في إندونيسيا والأقوال في ذلك مختلفة كاختلافها في أول من نشر الإسلام في إندونيسيا. تنص إحدى النظريات على أنه وصل مباشرة من الجزيرة العربية في القرن السابع الميلادي أو القرن الثاني الهجري، بينما تنسب أخرى -وهي أشهرها- الفضل إلى التجار والخطباء الصوفيين لجلب الإسلام إلى الجزر الإندونيسية في القرن الثالث عشر الميلادي أو القرن السابع الهجري إما من غوجارات في الهند أو مباشرة من الشرق الأوسط. قبل وصول الإسلام، كانت الديانتان السائدتان في إندونيسيا هما البوذية والهندوسية (ولا سيما تقاليدها الشيفاوية).
في البداية كان انتشار الإسلام بطيئًا وتدريجيًا. على الرغم مِن عدم اكتمال الوثائق التاريخية، إلا أن الأدلة المحدودة تُشير إلى تسارع انتشار الإسلام في القرن الخامس عشر، حيث هيمنت القوة العسكرية لسلطنة ملقا في شبه جزيرة الملايو اليوم ماليزيا والسلطنات الإسلامية الأخرى على المنطقة بِمساعدة حلقات مِن الانقلاب الإسلامي مثل عام 1446. والحروب والسيطرة الفائقة على التجارة البحرية والأسواق النهائية. خلال عام 1511، عثر توم بيريس على مسلمين في الساحل الشمالي لجاوة. كان بعضُ الحكام مسلمين، بينما اتبع آخرون التقاليد الهندوسية والبوذية القديمة. بحلول عهد السلطان أجونج من ماتارام، تحولت معظم الممالك الهندوسية البوذية القديمة في إندونيسيا، على الأقل اسميًا، إلى الإسلام. كان آخر مَن فعل ذلك ماكاسار عام 1605. بعدَ سقوط إمبراطورية ماجاباهيت، أصبحت بالي ملاذًا للطبقة العليا الهندوسية، البراهمة وأتباعهم الذين فروا مِن جاوة، وبالتالي نقل ثقافة جاوة الهندوسية إلى بالي. ظلت الهندوسية والبوذية سائدتين في بعض مناطق جاوة الشرقية حيثُ تزامنت مَع الروحانية. استمرت تقاليدهم أيضًا في جاوة الشرقية وجاوة الوسطى حيث كان لهم نفوذ في وقت سابق. كما مورست الروحانية في المناطق النائية مِن جزر إندونيسيا الأخرى.
تم تسجيل انتشار الإسلام في الجزر الشرقية لإندونيسيا في عام 1605 عندما جاء ثلاثة رجال دين مسلمين معروفين مجتمعين باسم داتو تالو إلى ماكاسار، وهم داتوري باندانغ وداتوري باتيمانغ وداتوري تيرو. وفقًا لكريستيان بيلراس (1985)، استطاع داتو تالو إقناع ملك جوا وتالو باعتناق الإسلام وغير اسمه إلى السلطان محمد.
كان انتشار الإسلام مدفوعًا في البداية بزيادة الروابط التجارية خارج الأرخبيل. كان التجار وملوك الممالك الكبرى عادة أول من اعتنق الإسلام. تضمنت الممالك المهيمنة ماتارام في جاوة الوسطى، وسلطنات تيرنات وتيدور في جزر الملوك إلى الشرق. بحلول نهاية القرن الثالث عشر، انتشر الإسلام في شمال سومطرة. بحلول القرن الرابع عشر في شمال شرق شبه جزيرة ملايو وبروناي وجنوب الفلبين وبين بعض حاشية جاوة الشرقية؛ وبحلول القرن الخامس عشر في ملقا ومناطق أخرى مِن شبه جزيرة الملايو. على الرغم مِن أنه من المعروف أن انتشار الإسلام بدأ في غرب الأرخبيل، فإن الأدلة المتفرقة لا تشير إلى موجة متدرجة من الدخول في الإسلام عبر المناطق المجاورة؛ بدلًا مِن ذلك، فإنه يشير إلى أن العملية كانت معقدةً وبطيئة.
على الرغم من كونه أحد أهم التطورات في التاريخ الإندونيسي، إلا أن الأدلة التاريخية مجزأة وغير مفيدة بشكل عام بحيث تكون الفهمات الخاصة بقدوم الإسلام إلى إندونيسيا محدودة؛ هناك جدل كبير بين العلماء حول النتائج التي يمكن استخلاصها حول إسلام الشعوب الإندونيسية.:3 الدليل الأساسي، على الأقل في المراحل المبكرة من العملية، هو شواهد القبور وعدد قليل من روايات الرحالة، لكن هذه لا تظهر إلا أن المسلمين الأصليين كانوا في مكان معين في وقت معين. لا يمكن لهذه الأدلة أن تفسر مسائل أكثر تعقيدًا مثل كيفية تأثر أنماط الحياة بالدين الجديد أو مدى تأثيرها على المجتمعات. لا يمكن الافتراض، على سبيل المثال، أنه نظرًا لأن الحاكم كان معروفًا بأنه مسلم، فإن عملية أسلمة تلك المنطقة قد اكتملت؛ بل كانت العملية، ولا تزال حتى يومنا هذا، مستمرة في إندونيسيا. ومع ذلك، حدثت نقطة تحول واضحة عندما سقطت الإمبراطورية الهندوسية ماجاباهيت في جاوة في أيدي سلطنة ديماك الإسلامية. في عام 1527، أعاد الحاكم المسلم تسمية سوندا كيلابا التي تم غزوها حديثًا باسم جاياكارتا (والتي تعني «النصر الثمين») والتي تم التعاقد عليها في النهاية مع جاكرتا. زاد الاستيعاب بسرعة في أعقاب هذا الفتح.

## التاريخ المبكر

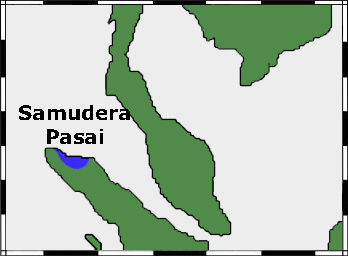
خريطة سلطنة ساموديرا باساي

فضلت الحكومتان الاستعمارية والجمهورية في إندونيسيا المواقع الهندوسية والبوذية في جاوة في تخصيصها للموارد للتنقيب والحفظ، مع تركيز أقل على التاريخ المبكر للإسلام في إندونيسيا. تنفق الأموال، العامة والخاصة، على بناء مساجد جديدة، بدلاً من استكشاف المساجد القديمة.
قبل ظهور الإسلام في المجتمعات الإندونيسية، كان التجار المسلمون حاضرين لعدة قرون. حدد ريكليفس (1991) عمليتين متداخلتين حدثت بهما أسلمة إندونيسيا:
1. اتصال الإندونيسيون بالإسلام واعتناقهم إياه.
2. استقرار المسلمين الآسيويين الأجانب (الهنود والصينيين والعرب، إلخ) في إندونيسيا واختلاطهم مع المجتمعات المحلية. يُعتقد أن الإسلام كان موجودًا في جنوب شرق آسيا منذ أوائل العصر الإسلامي. منذ عهد الخليفة الثالث للإسلام، «عثمان» (644-656)، كان المبعوثون والتجار المسلمون يصلون إلى الصين والذين لا بد أنهم مروا عبر الطرق البحرية الإندونيسية من العالم الإسلامي. من خلال هذا الاتصال، يُعتقد أن المبعوثين العرب بين عام 904 ومنتصف القرن الثاني عشر قد انخرطوا في دولة سريفيجايا التجارية في سومطرة.[12]

تعود أقدم حسابات الأرخبيل الإندونيسي إلى الخلافة العباسية. وفقًا لتلك الروايات المبكرة، اشتهر الأرخبيل الإندونيسي بين البحارة المسلمين الأوائل، ويرجع ذلك أساسًا إلى وفرة سلع تجارة التوابل الثمينة مثل جوزة الطيب والقرنفل والقولنجال والعديد من التوابل الأخرى.
ومع ذلك، فإن وجود المسلمين الأجانب في إندونيسيا لا يدل على مستوى كبير من التحول المحلي أو إنشاء دول إسلامية محلية.:3 يأتي الدليل الأكثر موثوقية على الانتشار المبكر للإسلام في إندونيسيا من النقوش على شواهد القبور وعدد محدود من روايات المسافرين. يرجع تاريخ أقدم شاهد قبر منقوش بشكل واضح إلى عام 475 هـ (1082م)، على الرغم من أنه ينتمي إلى مسلم غير إندونيسي، فهناك شك حول ما إذا كان قد تم نقله إلى جاوة في وقت لاحق. أول دليل على المسلمين الإندونيسيين يأتي من شمال سومطرة. أفاد ماركو بولو، وهو في طريقه إلى منزله من الصين عام 1292، بوجود بلدة مسلمة واحدة على الأقل. وأول دليل على وجود سلالة مسلمة هو شاهد القبر المؤرخ 696 هـ (1297م) للسلطان مالك الصالح، أول حاكم مسلم لسلطنة ساموديرا باساي، مع وجود شواهد أخرى تشير إلى استمرار الحكم الإسلامي. ذكر الرحالة ابن بطوطة، وهو رحالة مغربي، وجود المدرسة الفكرية الشافعية، التي سيطرت لاحقًا على إندونيسيا، في عام 1346. كتب ابن بطوطة في سجل سفره أن حاكم ساموديرا باساي كان مسلمًا يؤدي واجباته الدينية بحماس شديد. كانت المدرسة الفكرية التي استخدمها هي الشافعية ولها عادات مماثلة لتلك التي رآها في الهند.

## تأثيرات رحلات تشنغ خه

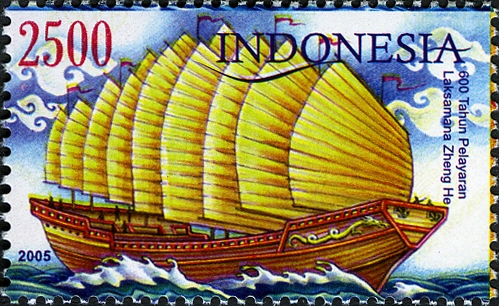
طوابع إندونيسيا تخليداً لذكرى رحلات تشنغ خه لتأمين الطرق البحرية، والدخول في التوسع الحضري والمساعدة في خلق ازدهار مشترك.

يُنسب إلى تشنغ خه أنه استقر في المجتمعات المسلمة الصينية في فلمبان وعلى طول شواطئ جاوة وشبه جزيرة الملايو والفلبين. يُزعم أن هؤلاء المسلمين اتبعوا مدرسة الحنفية باللغة الصينية. كان هذا المجتمع الصيني المسلم بقيادة الحاج يان ينغ يو، الذي حث أتباعه على الاندماج وأخذ الأسماء المحلية.
كان تشينغ خه (1371-1433 أو 1435)، المسمى في الأصل ما هي، خصيًا في بلاط الهوي وبحارًا ومستكشفًا ودبلوماسيًا وأدميرالًا للأسطول في أوائل عهد أسرة مينغ الصينية. قاد تشينغ رحلات استكشافية إلى جنوب شرق آسيا وجنوب آسيا وغرب آسيا وشرق إفريقيا من 1405 إلى 1433. امتدت سفنه الأكبر حجمًا 400 قدم (كان طول سفينته سانتا ماريا في كولومبوس 85 قدمًا). حمل هؤلاء مئات البحارة على أربع طبقات من الطوابق. كمفضل لإمبراطور يونغلي، ارتقى إلى قمة التسلسل الهرمي الإمبراطوري وعمل كقائد للعاصمة الجنوبية نانجينغ (تم نقل العاصمة لاحقًا إلى بكين من قبل إمبراطور يونغلي). تم إهمال هذه الرحلات لفترة طويلة في التواريخ الصينية الرسمية ولكنها أصبحت معروفة جيدًا في الصين والخارج منذ نشر سيرة ليانغ تشيتشاو لملاح وطننا العظيم، تشينغ خه في عام 1904. تم اكتشاف لوحة ثلاثية اللغات تركها الملاح في جزيرة سريلانكا بعد ذلك بوقت قصير.

## حسب المنطقة
كان يعتقد في البداية أن الإسلام تغلغل في المجتمع الإندونيسي بطريقة سلمية إلى حد كبير، (وهو ما لا يزال صحيحًا إلى حد كبير وفقًا للعديد من العلماء). ومن القرن الرابع عشر حتى نهاية القرن التاسع عشر، لم يشهد الأرخبيل تقريبًا أي نشاط دعوي مسلم منظم. النتائج اللاحقة للعلماء يقولون أن بعض أجزاء جاوة، أي سونديون جاوة الغربية ومملكة ماجاباهيت في جاوة الشرقية غزاها المسلمون الجاويون. غزا المسلمون مملكة سوندا البوذية الهندوسية في باجاجاران في القرن السادس عشر، بينما كان الجزء المسلم الساحلي والجزء الداخلي الهندوسي البوذي من جاوة الشرقية في حالة حرب غالبًا.:8 كما يتضح الانتشار المنظم للإسلام من خلال وجود الأولياء التسعة الذين يُنسب إليهم الفضل في أسلمة إندونيسيا خلال هذه الفترة.

### شمال سومطرة

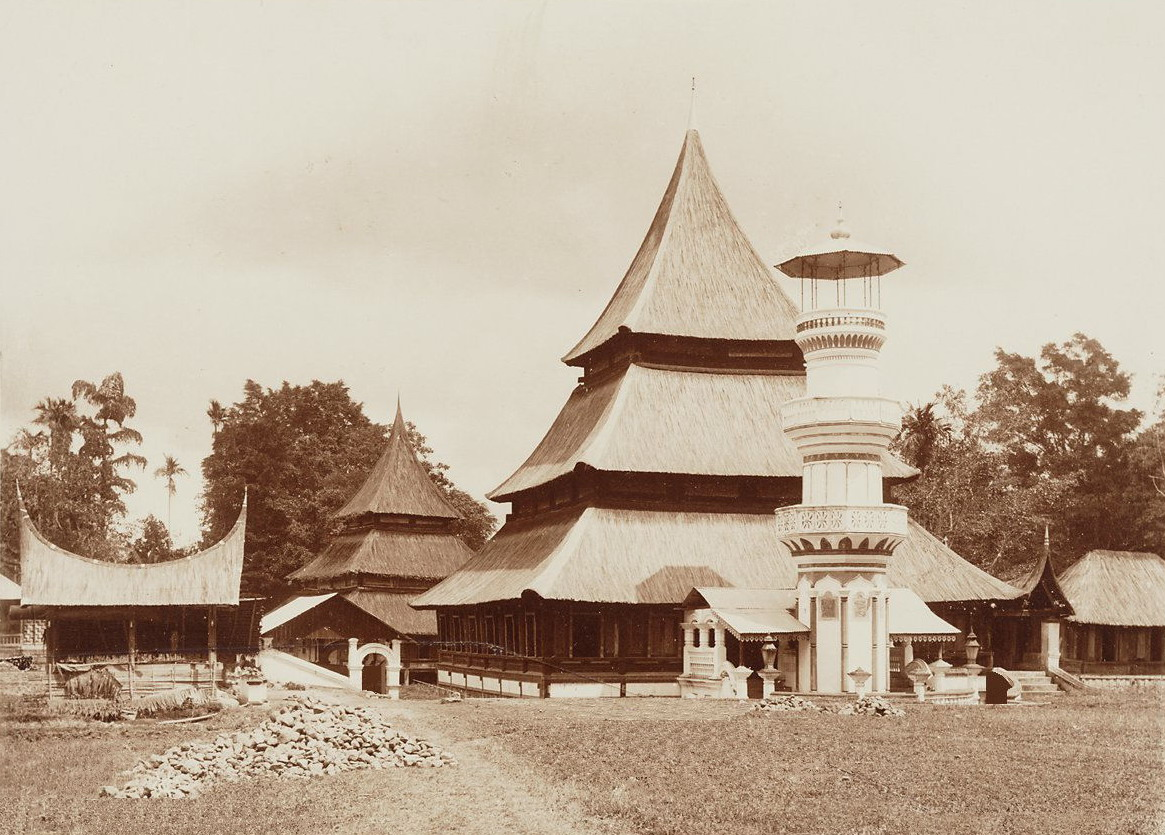
مسجد في سومطرة الغربية يتميز بعمارة مينانغكابو التقليدية

يأتي الدليل الأكيد الذي يوثق التحولات الثقافية المستمرة من شواهد قبور من أواخر القرن الرابع عشر في سومطرة الشمالية، كل منها بنقوش إسلامية ولكن بأحرف من النوع الهندي والآخر العربي. يعود تاريخ شواهد القبور في بروناي وترينجانو (شمال شرق ماليزيا) وجاوة الشرقية إلى القرن الرابع عشر، وهي دليل على انتشار الإسلام. حجر ترينجانو له هيمنة اللغة السنسكريتية على الكلمات العربية، مما يشير إلى تمثيل إدخال الشريعة الإسلامية. ووفقا لينغ ياي شنغ الشبكة المحلية: المسح الشامل لشواطئ المحيط "(1433) لتشنغ خه، تصوير وترجمة ما هوان: "الدول الرئيسية في الجزء الشمالي من سومطرة وكانت بالفعل سلطنات إسلامية. في عام 1414، زار سلطنة ملقا، وكان حاكمها إسكندر شاه مسلمًا وكذلك شعبه، وكانوا مؤمنين بشدة".
في كامبونغ باندا، يوجد على شاهد قبر السلطان فرمان سياح، حفيد السلطان يوهان سياح، نقش يذكر أن باندا آتشيه كانت عاصمة مملكة آتشيه دار السلام وأنه تم بناؤها يوم الجمعة، 1 رمضان (22 أبريل 1205) من قبل السلطان يوهان سياح بعد أن هزم مملكة إندرا بوربا الهندوسية والبوذية وعاصمتها بندر لاموري. تم توثيق إنشاء المزيد من الدول الإسلامية في شمال سومطرة من خلال مقابر أواخر القرن الخامس عشر والسادس عشر بما في ذلك قبور سلاطين بيدير الأول والثاني؛ مظفر سياح، دفن (1497) ومعرف سياح (1511). تأسست آتشيه في أوائل القرن السادس عشر وأصبحت فيما بعد أقوى دولة في شمال سومطرة وواحدة من أقوى دول أرخبيل الملايو. كان أول سلطان لإمبراطورية آتشيه هو علي مغايات سياح الذي تم تأريخ شاهد قبره (1530).
يعتبر كتاب الصيدلاني البرتغالي تومي بيريس الذي يوثق ملاحظاته عن جاوة وسومطرة من زياراته 1512 إلى 1515 أحد أهم المصادر عن انتشار الإسلام في إندونيسيا. في عام 1520، بدأ علي مغايات سياح حملات عسكرية للسيطرة على الجزء الشمالي من سومطرة. غزا داية وأسلم الناس. امتدت الفتوحات الأخرى إلى أسفل الساحل الشرقي، مثل بايداي وباساي التي تضم العديد من المناطق المنتجة للفلفل والذهب. أدت إضافة هذه المناطق في النهاية إلى توترات داخلية داخل السلطنة، حيث كانت قوة أتشيه كميناء تجاري، تختلف مصالحها الاقتصادية عن مصالح إنتاج الموانئ.
في ذلك الوقت، وفقًا لبيريس، كان معظم ملوك سومطرة مسلمين. من آتشيه والجنوب على طول الساحل الشرقي إلى فلمبان كان الحكام مسلمين، بينما لم يكن معظمهم من المسلمين في جنوب فلمبان وحول الطرف الجنوبي لسومطرة وأعلى الساحل الغربي. في ممالك سومطرة الأخرى، مثل باساي ومينانجكابو، كان الحكام مسلمين على الرغم من أن رعاياهم وشعوب المناطق المجاورة لم تكن في تلك المرحلة، ومع ذلك، فقد ورد أن الدين كان يكتسب باستمرار أتباعًا جددًا.
بعد وصول المستعمرين البرتغاليين والتوترات التي أعقبت السيطرة على تجارة التوابل، أرسل سلطان آتشيه علاء الدين القهار (1539-1571) سفارة إلى السلطان العثماني سليمان القانوني في عام 1564، طالبًا الدعم العثماني ضد البرتغاليين. ثم أرسل العثمانيون أميرالهم كورت أوغلو هيزير ريس وأبحر بقوة مؤلفة من 22 سفينة تحمل جنودًا ومعدات عسكرية وإمدادات أخرى. وفقًا للروايات التي كتبها الأدميرال البرتغالي فيرناو مينديز بينتو، فإن الأسطول العثماني الذي وصل لأول مرة إلى أتشيه يتكون من عدد قليل من الأتراك ومعظمهم من المسلمين من موانئ المحيط الهندي.

### شرق سومطرة وشبه جزيرة الملايو
تأسست في بداية القرن الخامس عشر على يد إسكندر شاه، الدولة التجارية الملاوية العظيمة. كانت سلطنة ملقا التي أسسها إسكندر شاه، أهم مركز تجاري لأرخبيل جنوب شرق آسيا، ومركزًا للمسلمين الأجانب، ومن ثم تظهر مؤيد لانتشار الإسلام. إسكندر شاه، المعروف عنه أنه اعتنق الإسلام، واتخذ اسم إسكندر شاه بعد وصول أميرال هوي الصيني تشنغ خه. من ملقا وأماكن أخرى، بقيت شواهد القبور تظهر ليس فقط انتشارها في أرخبيل الملايو ولكن كدين لعدد من الثقافات وحكامها في أواخر القرن الخامس عشر.

### جاوا الوسطى والشرقية

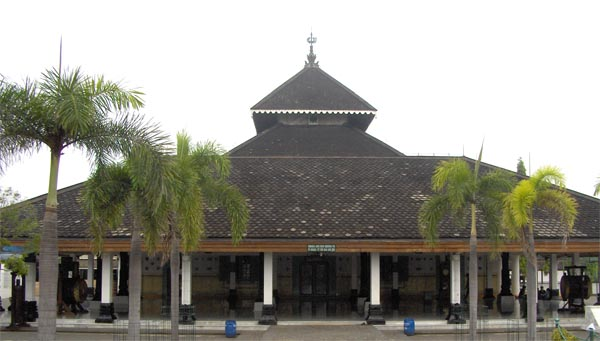
مسجد ديماك الكبير، أول دولة إسلامية في جاوة

تشير النقوش المكتوبة باللغة الجاوية القديمة بدلاً من العربية على سلسلة كبيرة من شواهد القبور التي يعود تاريخها إلى عام 1369 في جاوة الشرقية، إلى أن هذه شواهد القبور من شبه المؤكد أنها لجاويين وليست لمسلمين أجانب. بسبب زخارفها المتقنة وقربها من موقع عاصمة ماجاباهيت الهندوسية البوذية السابقة، تخلص داميس إلى أن هذه قبور جاوية مميزة جدًا، وربما حتى ملوك. يشير هذا إلى أن بعض النخبة الجاوية اعتنقوا الإسلام في وقت كانت فيه الهندوسية البوذية ماجاباهيت في أوج مجدها.
يجادل ريكفليس (1991) بأن شواهد قبور جاوة الشرقية، الموجودة والمؤرخة في ماجاباهيت غير الساحلية، تلقي بظلال من الشك على وجهة النظر القديمة القائلة بأن الإسلام في جاوة نشأ على الساحل ويمثل معارضة سياسية ودينية للمملكة. كمملكة ذات اتصالات سياسية وتجارية بعيدة المدى، كان من شبه المؤكد أن ماجاباهيت كانت على اتصال بالتجار المسلمين، ولكن هناك تخمين حول احتمال انجذاب حاشيتها المتمرسين إلى دين التجار. بدلاً من ذلك، يُعتقد أن المعلمين الصوفيين، هم أكثر عامل محتمل للتحول الديني لنخب البلاط الجاوي، الذين كانوا على دراية بجوانب التصوف الهندوسي والبوذي.:5
جاوة الوسطى والشرقية، المناطق التي يعيش فيها العرق الجاوي، لا يزال الملك الهندوسي البوذي الذي يعيش في المناطق الداخلية من جاوة الشرقية في داها يطالب به. كانت المناطق الساحلية مثل سورابايا مسلمة وغالبًا ما كانت في حالة حرب مع الداخل، باستثناء توبان، التي ظلت موالية للملك الهندوسي البوذي. كان بعض اللوردات المسلمين الساحليين قد اعتنقوا الجاوية، أو المسلمين الصينيين، والهنود، والعرب، والملايو الذين استقروا وأقاموا دولتهم التجارية على الساحل. استمرت هذه الحرب بين الساحل المسلم والداخل الهندوسي البوذي أيضًا لفترة طويلة بعد سقوط ماجاباهيت من قبل سلطنة ديماك، واستمر العداء أيضًا فترةً طويلةً بعد أن اعتنقت المنطقتان الإسلام.:8
عندما اعتنقت شعوب الساحل الشمالي لجاوة الإسلام غير واضح. مسلم صيني، ما هوان ومبعوث إمبراطور يونغلي الصيني،  زاروا ساحل جاوة عام 1416 وذكر في كتابه، يينغ ياي شنغ لان: المسح الشامل لشواطئ المحيط '(1433)، أن هناك كانوا ثلاثة أنواع فقط من الناس في جاوة: مسلمون من الغرب، صينيون (بعضهم مسلمون) وثنيون جاويون. بما أن شواهد قبور جاوة الشرقية كانت لمسلمي جاوة قبل خمسين عامًا، يشير تقرير ما هوان إلى أن الإسلام ربما تم تبنيه بالفعل من قبل الحاشية الجاوية قبل الجاوي الساحلي.
تم العثور على قبر المسلمين الأوائل بتاريخ 1419 في جريسيك منفذ الشرق الجاوية وعلامات دفن سونن غريسيك.:241 ومع ذلك، كما يبدو أنه كان أجنبيًا غير جاوي، فإن شاهد القبر لا يقدم دليلاً على تحول الجاوي الساحلي. ومع ذلك، كان سونن غريسيك، وفقًا للتقاليد الجاوية، أحد الأولياء التسعة الأوائل للإسلام في جاوة (والي سانغا) على الرغم من عدم وجود دليل موثق على هذا التقليد. في أواخر القرن الخامس عشر، كانت إمبراطورية ماجاباهيت القوية في جاوة تتدهور. بعد هزيمتها في عدة معارك، سقطت آخر مملكة هندوسية في جاوة تحت القوة الصاعدة لمملكة ديماك الإسلامية في عام 1520.

### جاوة الغربية
أفاد بيريس سوما الشرقي أن الناطقين باللغة اللغة السوندية في جاوة الغربية لم يكونوا مسلمين في عصره، وكانوا بالفعل معادين للإسلام. حدث الفتح الإسلامي للمنطقة في وقت لاحق في القرن السادس عشر. في أوائل القرن السادس عشر، كان الملك الهندوسي البوذي الذي يعيش في منطقة جاوة الشرقية الداخلية في داها (كيديري) يطالب بجزر جاوة الوسطى والشرقية (موطن الجاويين). ومع ذلك، كان الساحل الشمالي مسلمًا حتى سورابايا وكان غالبًا في حالة حرب مع الداخل. من بين هؤلاء اللوردات المسلمين الساحليين، كان بعضهم جاويًا اعتنق الإسلام، وآخرون لم يكونوا جاويين في الأصل ولكن التجار المسلمين استقروا على طول الطرق التجارية القائمة بما في ذلك الصينيون والهنود والعرب والملايو. وفقًا لبيرس، فإن هؤلاء المستوطنين وأحفادهم أعجبوا بالثقافة البوذية الهندوسية الجاوية لدرجة أنهم يحاكون أسلوبها وبالتالي أصبحوا هم أنفسهم جاويين.
في دراسته من سلطنة بنتن، يركز مارتن فان بروينسين على العلاقة بين المتصوفة والملوك، المتناقضة تلك العملية أسلمة مع تلك التي كانت سائدة في أماكن أخرى في جاوة: «في حالة بانتين، المصادر الأصلية ربط الطريقة ليس مع التجارة والتجار لكن مع الملوك والقوة السحرية والشرعية السياسية».

### مناطق أخرى
لا يوجد دليل على تبني الإندونيسيين للإسلام قبل القرن السادس عشر في مناطق خارج جاوة وسومطرة وسلطنة تيرنات وتيدور في جزر الملوك وبروناي وشبه جزيرة الملايو.

## الأساطير الإندونيسية والماليزية
على الرغم من أنه يمكن تحديد الأطر الزمنية لتأسيس الإسلام في المناطق الإندونيسية على نطاق واسع، إلا أن المصادر التاريخية الأولية لا تستطيع الإجابة على العديد من الأسئلة المحددة، وهناك جدل كبير يحيط بالموضوع. لا تفسر هذه المصادر سبب عدم بدء التحولات الكبيرة للإندونيسيين إلى الإسلام إلا بعد عدة قرون من زيارة المسلمين الأجانب وإقامتهم في إندونيسيا، كما أنها لا تشرح بشكل كاف أصل وتطور السلالات الإندونيسية الخاصة بالإسلام، أو كيف نشأ الإسلام. الديانة السائدة في إندونيسيا.:8 لسد هذه الثغرات، يلجأ العديد من العلماء إلى الأساطير الماليزية والإندونيسية التي تحيط بالتحول الإندونيسي إلى الإسلام. يجادل ريكفليس أنه على الرغم من أنها ليست حسابات تاريخية موثوقة للأحداث الفعلية، إلا أنها ذات قيمة في إلقاء الضوء على بعض الأحداث من خلال رؤاهم المشتركة حول طبيعة التعلم والقوى السحرية، والأصول الأجنبية والروابط التجارية للمعلمين الأوائل، والتحويل العملية التي انتقلت من النخبة إلى أسفل. توفر هذه أيضًا نظرة ثاقبة حول كيفية رؤية الأجيال اللاحقة من الإندونيسيين للأسلمة.:8–11 تشمل هذه المصادر:
- قصة ملوك باساي، نص قديم من الملايو يروي كيف جاء الإسلام إلى (باساي، شمال سومطرة) حيث تأسست أول دولة إسلامية إندونيسية.
- السجلات التاريخية لملايو («تاريخ الملايو»)، نص قديم من الملايو.
- تاريخ أرض جاوا، اسم عام لعدد كبير من المخطوطات، حيث تُنسب التحويلات الجاوية الأولى إلى والي سانغا («تسعة قديسين»).
- تاريخ بنتن («بنتن»)، نص جاوي يحتوي على قصص عن التحول.

من بين النصوص المذكورة هنا، تصف نصوص الملايو عملية التحول على أنها نقطة تحول مهمة، تدل عليها علامات التحول الرسمية والملموسة مثل الختان، والاعتراف بالإيمان، واعتماد الاسم العربي. من ناحية أخرى، بينما لا تزال الأحداث السحرية تلعب دورًا بارزًا في الروايات الجاوية عن الأسلمة، فإن نقاط التحول في التحول كما في نصوص الملايو ليست واضحة بخلاف ذلك. يشير هذا إلى عملية أكثر امتزازًا للجاوية،:9 والتي تتوافق مع العنصر التوفيقي الأكبر بشكل ملحوظ في الإسلام الجاوي المعاصر.

## أعلام السلطنة في جزر الهند الشرقية

سلطنة بانتين
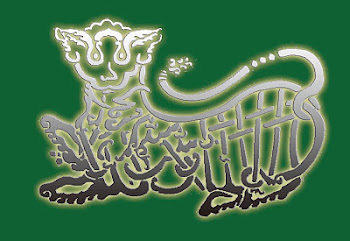
سلطنة سيريبون
سلطنة يوجياكارتا
سلطنة ماتارام
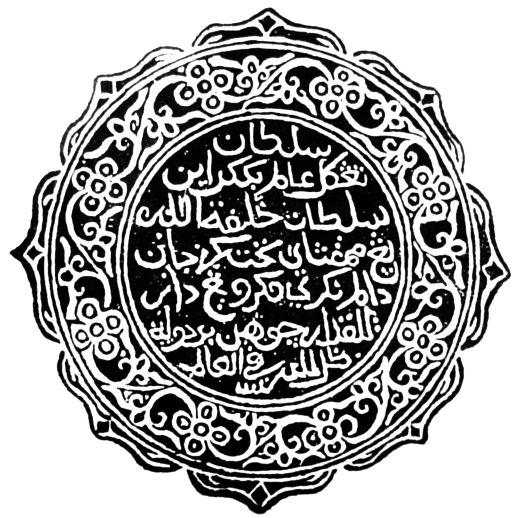
مينانجكاباو
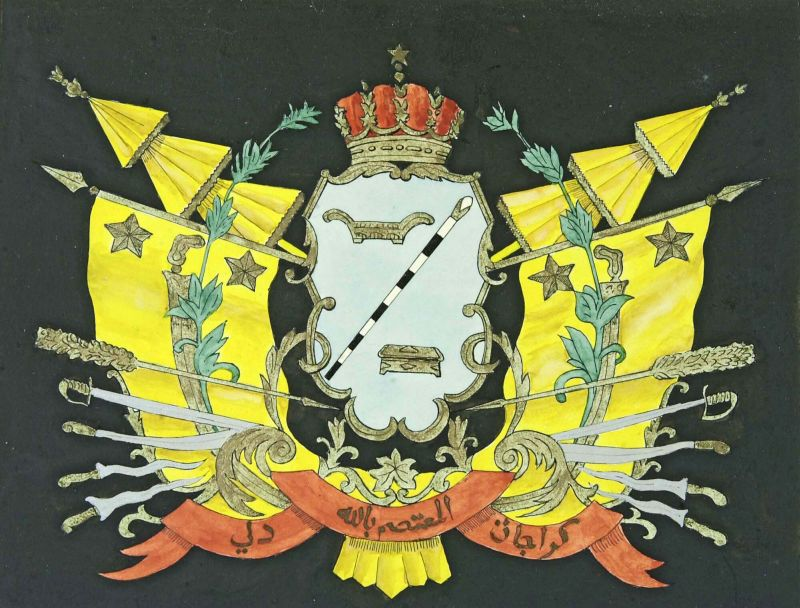
ديلاي
علم سلطنة آتشيه
علم سلطنة جوا